# دييغو ألونسو
دييغو ألونسو (بالإسبانية: Diego Alonso) (16 أبريل 1975 في الأوروغواي - ) هو مدرب كرة قدم ولاعب كرة قدم أوروغواني في مركز الهجوم. شارك مع منتخب الأوروغواي لكرة القدم. أما مع النوادي، فقد لعب مع أتلتيكو مدريد وبنيارول وبيلا فيستا وجيمناسيا لابلاتا وراسينغ سانتاندير وريال مورسيا وشانغهاي غرينلاند شينهوا ونادي أونيفرسيداد ناسيونال ونادي راسينغ ونادي فالنسيا ونادي مالقا وناسيونال مونتيفيديو.

## مسيرته الكروية
لعب دييغو ألونسو خلال مسيرته الاحترافية مع 11 ناديًا في عشرون موسمًا وسجل خلالها 114 هدف ضمن 323 مباراة. ولم يفز بأي موسم بالكأس وفاز في موسمين بالدوري.
خاض دييغو ألونسو مسيرته مع نادي بيلا فيستا في موسم 1993 في المرة الأولى ليلعب معه ستة مواسم ثم ما بين عامي 1999 و2000 لمدة موسم واحد، مشاركًا طوالها في 38 مباراة سجل خلالها 19 هدفًا. ثم انتقل إلى نادي جيمناسيا لابلاتا في موسم 1999–00 في المرة الأولى لمدة موسم واحد ثم في موسم 2007–08 ولمدة موسمين، حيث شارك طوالها في 68 مباراة سجل خلالها 22 هدفًا. لينتقل بعدها إلى نادي فالنسيا في موسم 2000–01 لمدة موسم واحد، مشاركًا في 20 مباراة سجل خلالها هدفين. ثم انتقل إلى نادي أتلتيكو مدريد في موسم 2001–02 لمدة موسم واحد، مشاركًا في 38 مباراة سجل خلالها 23 هدفًا. هذا وانتقل لاحقًا إلى نادي راسينغ سانتاندير في موسم 2002–03 لمدة موسم واحد، مشاركًا في 22 مباراة سجل خلالها هدفًا واحدًا. ثم انتقل بعدها إلى نادي مالقا في موسم 2003–04 لمدة موسم واحد، مشاركًا في 23 مباراة سجل خلالها 6 أهداف. ليعود وينتقل من جديد، لكن هذه المرة إلى نادي أونيفرسيداد ناسيونال في موسم 2004–05 لمدة موسم واحد، مشاركًا في 27 مباراة سجل خلالها 12 هدفًا. لينتقل بعدها إلى نادي ريال مورسيا في موسم 2005–06 لمدة موسم واحد، مشاركًا في 24 مباراة سجل خلالها هدفين. ثم لعب في نادي ناسيونال مونتيفيديو في موسم 2006–07 لمدة موسم واحد، مشاركًا في 7 مباريات سجل خلالها 3 أهداف. ليعود ويرتحل عنه إلى نادي شانغهاي غرينلاند شينهوا ما بين عامي 2007 و2008 لمدة موسم واحد، مشاركًا في 13 مباراة سجل خلالها 7 أهداف. ثم انتقل إلى نادي بنيارول في موسم 2009–10 ولمدة موسمين، مشاركًا في 43 مباراة سجل خلالها 17 هدفًا.

## وصلات خارجية
- دييغو ألونسو على موقع الاتحاد الدولي (مؤرشف)  (الإنجليزية)
- دييغو ألونسو على موقع قاعدة بيانات كرة القدم.إي يو (الإنجليزية)
- دييغو ألونسو على موقع ليكيب (الفرنسية)
- دييغو ألونسو على موقع ناشيونال فوتبول تيمز (الإنجليزية)
- دييغو ألونسو على موقع Soccerway.com (الإنجليزية)
- دييغو ألونسو على موقع عالم كرة القدم.نت (الإنجليزية)